# Greg Bolger
Gregory Bolger, detto Greg (Wexford, 9 settembre 1988), è un calciatore irlandese, centrocampista del Cork City.

## Palmarès

### Club

#### Competizioni nazionali
- Campionato irlandese: 3

St Patrick's: 2013
Cork City: 2017
Shamrock Rovers: 2020
- Coppa d'Irlanda: 4

St Patrick's: 2014
Cork City: 2016, 2017
Shamrock Rovers: 2019
- Coppa di Lega irlandese: 1

St Patrick's: 2015
- Supercoppa d'Irlanda: 3

St Patrick's: 2014
Cork City: 2016, 2017
- First Division: 1

Cork City: 2024